# Carcharodon
A Carcharodon a porcos halak (Chondrichthyes) osztályának heringcápa-alakúak (Lamniformes) rendjébe, ezen belül a heringcápafélék (Lamnidae) családjába tartozó porcos halnem.

## Rendszerezés
A nembe az alábbi 1 recens faj és 2-3 fosszilis faj tartozik:
- †Carcharodon caifassii
- fehér cápa (Carcharodon carcharias) (Linnaeus, 1758) - típusfaj
- †Carcharodon hubbelli Ehret et al., 2012
- †Carcharodon hastalis = Cosmopolitodus hastalis (Agassiz, 1843) - egyes rendszerezők szerint különálló nembe sorolható, míg mások szerint az eddig felfedezett legősibb Carcharodon-faj

Hagyományosan a valaha élt legnagyobb húsevő cápafajt, az úgynevezett óriásfogú cápát (Carcharodon megalodon), ebbe a nembe sorolják, azonban az idetartozása vitatott. Az is meglehet, hogy nem is heringcápaféle, hanem a fosszilis Otodontidae cápacsalád egyik faja. Egyes taxonómusok ebbe a fosszilis családba helyezik, Carcharocles megalodon név alatt.

### Fordítás
- Ez a szócikk részben vagy egészben  a   Carcharodon című angol Wikipédia-szócikk ezen változatának fordításán alapul.  Az eredeti cikk szerkesztőit annak laptörténete sorolja fel. Ez a jelzés csupán a megfogalmazás eredetét és a szerzői jogokat jelzi, nem szolgál a cikkben szereplő információk forrásmegjelöléseként.